# 颱風柏美娜 (1972年)
颱風柏美娜（英語：Typhoon Pamela，國際編號：7226）是1972年太平洋颱風季第26個被命名的風暴。
柏美娜是少數於11月進入南海北部的風暴，皇家香港天文台於11月8日發出八號烈風或暴風信號，曾是香港自二戰後有紀錄以來最晚發出全年最後一個的八號信號，此紀錄直至52年後才被颱風桃芝打破。此外，柏美娜為海南島及廣東省帶來嚴重的風暴潮，造成480人死亡及1,416人受傷，其中佛山地區斗門縣的紅旗農場軍建分場有760名知識青年在風暴期間協助維護堤壩，但其中36人因此喪命，事後當局在那裡設立「抗颱風暴潮殉職同志紀念碑」，此碑已被納入珠海市金灣區文物保護單位。

## 氣象歷史
一個熱帶低氣壓於11月4日在菲律賓以東930公里處的西太平洋海面，即雅蒲島西北方逐漸形成，之後這熱帶低氣壓在同日變為熱帶風暴，獲命名為「柏美娜」，臺灣交通部中央氣象局同日亦將它升為輕度颱風。受到其北面的副熱帶高壓影響，柏美娜朝菲律賓中部一直西進，同時快速增強為一個颱風，當時其時速接近30公里。它於11月5日橫過菲律賓中部，翌日進入南海中部，並改為向西北偏西時速約20公里移動，臺灣中央氣象局已經將它升為中度颱風。與此同時，皇家香港天文台收到一張氣象衛星雲圖，證實柏美娜相關雲團已達半徑超過800公里，顯示它環流廣闊。從天文台發出的非本地風暴報告顯示，天文台最初預計風暴經過菲律賓後一直西進，再靠近越南沿海，對香港至南海北部一帶不會受到影響。
到11月7日，柏美娜威力繼續加強，臺灣中央氣象局進一步將它升為強烈颱風，而香港方面也派出飛機進行特別偵測，測得其最高海平面風速約185公里每小時，接近風暴中心的最低海平面氣壓為952百帕。隨著來自高空對流層的一道深厚西風槽於同日晚間迅速向東移動及橫過緬甸至中南半島，它轉向偏北方向移動，在海南島以東海面掠過，又一度登陸文昌縣。受到海南島地形影響，柏美娜威力開始減弱，臺灣中央氣象局將它降格為中度颱風。它於翌日開始向東北偏北移動，趨近香港以西地域，其風眼在稍後時間進入皇家香港天文台天氣雷達的掃瞄範圍內，不過在地形影響持續之下，除了風眼變得不甚清晰，其相關雨帶發展也轉差。柏美娜於當日晚上在廣東省湛江地區電白縣（香港之西南偏西約330公里）再度登陸，及迅速減弱成為強烈熱帶風暴。風暴在11月9日凌晨繼續減弱，風眼已經變得不能識別，皇家香港天文台及臺灣中央氣象局，分別將其降格成為熱帶風暴及輕度颱風。數小時後它在韶關地區（香港之西北偏北約220公里處）減弱成一個低壓區，並併入廣東內陸的華南低壓之中。

## 影響

### 菲律賓
菲律賓氣象局（同年12月改組為「菲律賓大氣地球物理和天文服務管理局」）基於它進入菲律賓責任區並逼近菲律賓中部，對其進行監測並給予其菲律賓名稱「Toyang」。柏美娜在橫過菲律賓中部期間造成一定程度上的破壞，美國方面指出風暴導致四人死亡及造成合共70萬美元之損失。菲律賓官方指出，風暴在全國造成四人死亡、五人受傷，136戶共425人受災，經濟損失500萬比索。

### 香港
- 當地評定巔峰強度分級：（HKO）[註 3]
- 當地評定最大持續風速：175每小時（49每秒；94節）（十分鐘）
- 當地懸掛之最高熱帶氣旋警告信號： 七號風球 /  八號風球
- 最接近當地時間：1972年11月9日早上7時
- 最接近當地位置：天文台總部之西北約220公里[9]

皇家香港天文台在11月7日下午4時正懸掛一號風球，當時柏美娜已經集結南海海面及天文台400海里警戒範圍內，它在晚間繼續增強並趨向海南島，天文台在當晚8時10分改掛三號風球。隨著柏美娜於11月8日掠過海南島後移近香港，天文台預期香港風勢進一步加強之餘，還會可能受風暴潮及約3.5公尺高的漲潮共同影響，於是在翌日下午3時15分改掛相等於今日「八號東北烈風或暴風信號」的七號風球。它於同日晚間登陸香港以西的湛江地區沿海，烈風轉從東南吹襲，天文台又在當晚10時正改掛相等於今日「八號東南烈風或暴風信號」的八號風球。柏美娜在11月9日凌晨在內陸繼續減弱，天文台於上午5時15分改掛三號風球取代八號風球，其後它逐漸消散，風勢迅速緩和，所有信號在早上7時05分除下。
風暴吹襲期間，海陸交通包括渡輪、巴士在11月8日晚間開始停頓，啟德機場有至少十餘航班遭取消、改道或受到延誤，只有九廣鐵路及啟用不久的紅磡海底隧道仍然提供服務。因為烈風信號在上班時間懸掛，大量上班族即時下班並使用交通工具回家，所以香港島市區路面在當日下午一度出現混亂。另一方面，港九市區開放逾兩百間防風庇護站供有需要人士暫住，徙置事務處派人到臨近海旁的鯉魚門三家村、部分山上安置區及木屋區，勸喻居民往庇護站暫避。由於風暴登陸過後風勢迅速緩和，境內受影響的海陸交通已經在翌日上午陸續恢復正常。
柏美娜登陸廣東省後，境內陸續出現輕微災情，尤其在大嶼山大澳、大埔區元洲仔一帶出現水浸，商店、住家漁船及其他設施受淹，水深至少超過一英尺，當地居民需要緊急疏散。天文台事後報告亦指，新界不少低窪地區如元朗區、大埔區、荃灣區青龍頭和油柑頭、及南大嶼山和離島等也出現水浸，部分菜田遭到水流沖走。一名35歲女子在三號風球懸掛期間，路經北角錦屏街一帶時遭強風吹倒的花盆擊中，傷重不治，除此之外有八人在風暴吹襲期間受傷。有一艘待拆的巴拿馬註冊貨輪「萬明號」錨鍊折斷，從藍塘海峽漂流到小西灣沿岸，再漂流往鯉魚門南岸擱淺，一度阻塞該航道超過半天，其後在風暴過後被當局派船拖走。港島有大約1,500部電話在風暴影響之下宣告失靈，尤其在銅鑼灣波斯富街一帶較為嚴重，失靈電話達800部，香港仔大街一帶亦有300部電話失靈，香港電話公司表示會在11月11日午夜前將這些電話修復。
柏美娜是天文台在翌年元旦改革熱帶氣旋警告前，最後一個引致天文台懸掛七號烈風信號的熱帶氣旋，柏美娜同時是二戰後第七個令天文台在11月懸掛熱帶氣旋警告信號的風暴，亦是二戰後全年第二晚發出的烈風信號，只僅次於2024年11月13日的颱風桃芝。由於華南地區在此時已受東北季風支配，熱帶氣旋較難移近廣東沿岸，故此有部分香港報章稱此時來襲的柏美娜為「失時風姐」。

### 中國大陸
- 當地評定巔峰強度分級：（CMA）
- 當地評定最大持續風速：56每秒（109節；200每小時）（二分鐘）
- 當地評定中心最低氣壓：940百帕斯卡（27.76英寸汞柱）

中國大陸廣東省氣象台在11月7日對該年「第二十號颱風」（7220號颱風，指柏美娜）發表颱風警告，表示颱風將在翌日先登陸海南島南部，然後影響欽州至湛江一帶，屆時這些地區會吹八至十級旋風並有大雨到暴雨，颱風經過的地方更會有十二級風及大暴雨。颱風最終穿過海南島及登陸文昌縣，其時中心最低氣壓達到945百帕左右。登陸湛江地區電白縣沿海後，又進入肇慶、韶關兩地區，廣東全省有33個縣市出現大風、46個縣市出現暴雨以上級別之降水，尤其在德慶、雲浮等縣有大暴雨。據不完全統計，包含海南島在內，廣東全省死亡及受傷人數分別達480人及1,416人，漁船沉沒及損壞分別是344艘及4,393艘，房屋倒塌及損壞分別有逾10萬間及近36萬間，水稻及甘蔗受災分別為近93萬公頃及逾11萬公頃，其他農作物受災近5萬公頃。
颱風來襲期間正值農曆十月初三天文大潮，廣東西部同時出現較嚴重的風暴潮及風災，海南、湛江及佛山地區受災較為嚴重。海南方面，文昌縣清瀾港曾錄得高達4.15公尺的最高潮位，比正常的高2.7公尺，同時創下1953年以來之新高，附近的海洋氣象站之測風計被吹到幾十公尺遠外；文昌縣城內有一半之樹木被吹倒或斷裂，也有六成房屋全倒或損壞，縣內電訊大樓的鋼筋水泥樓頂被吹至數公尺外的地方，市面瓦礫滿地如同被轟炸過一樣。湛江方面，有55名漁民死亡，近三千艘漁船被吹壞，不少漁港之基礎設施被嚴重損壞，硇洲港有逾兩百艘漁船被吹到上岸，此外電白縣城有三成之樹木被吹倒或斷裂，陽江縣城最高潮位曾到達2.58公尺，是1965年以來之新高。位於佛山地區斗門縣（今改屬珠海市金湾区红旗镇）的紅旗農場軍建分場同樣遭遇風暴潮，有760名知識青年受命維護堤壩，期間有一個巨浪湧至拍向人牆，將其中的36人捲入水中，因而遇難喪命。1980年4月，已易名的红旗华侨农场為紀念遇難人士，在紅旗鎮文化中心附近設立「抗颱風暴潮殉職同志紀念碑」，此碑於1991年被移到軍建分場湖東社區，2011年4月29日被金灣區人民政府納入金灣區文物保護單位。

## 熱帶氣旋警告使用紀錄

### 澳門
| 澳門氣象台 熱帶氣旋信號 | 澳門氣象台 熱帶氣旋信號 | 澳門氣象台 熱帶氣旋信號 |
| ----------------------- | ----------------------- | ----------------------- |
| 上一熱帶氣旋            | 一號風球                | 下一熱帶氣旋            |
| 熱帶風暴柯娜            | 一號風球                | 颱風黛蒂                |
| 熱帶風暴柯娜            | 三號風球                | 颱風黛蒂                |
| 颱風法妮黛              | 七號風球                |                         |
| 颱風露絲                | 八號風球                |                         |

## 註腳
1. ↑  包括日本氣象廳在內的全世界大部分區域專責氣象中心採用十分鐘持續風速衡量熱帶氣旋強度，但美國的聯合颱風警報中心採用一分鐘持續風速，兩個數值的換算比約為1比1.14。[3]
2. ↑  本文所有金額按當年幣值計算。
3. ↑  香港天文台於2009年起新增強颱風及超強颱風兩個等級，其中前者定義為中心最大持續風速為150至184公里每小時，在新等級制度下，其巔峰強度分級會是強颱風。

## 外部連結
- 1972年熱帶氣旋年刊 （页面存档备份，存于），皇家香港天文台
- 民國六十一年北太平洋西部颱風概述，交通部中央氣象局